# AN-94
AN-94 (tiếng Nga: Автомат АН-94 «Абакан», avtomat AN-94 "Abakan") là một loại súng trường tấn công của Nga, được thiết kế nhằm thay thế cho dòng súng trường tấn công AK truyền thống của quân đội Liên Xô và Nga. AN-94 là viết tắt của Avtomat Nikonova kiểu 1994. Súng được Gennadiy Nikolayevich Nikonov thiết kế vào năm 1994 và bắt đầu đưa vào trang bị cho một số lực lượng đặc biệt của Nga vào năm 1997
Súng có chiều dài 943 mm khi tính cả báng súng và 728 mm khi rút gọn, trọng lượng 3,85 kg; kích cỡ nòng là 405 mm; sử dụng đạn cỡ 5,45x39mm. Súng này có thể bắn 1800 viên/phút với chế độ bắn hai viên và 600 viên/phút với chế độ bắn tự động.